# I liga
Die I liga ist die zweithöchste Eishockeyliga in Polen. Einzig die Polska Hokej Liga steht über der I liga. Die Liga wurde ebenso wie die Ekstraklasa, die heutige Polska Hokej Liga, 1955 gegründet. Der Sieger der I liga besitzt ein Aufstiegsrecht in die PHL. 2019 wurden die Mannschaften der höchsten Juniorenliga (meist als zweite Mannschaften der PHL-Klubs) in die Liga aufgenommen. Unter der I liga ist die drittklassige II liga angesiedelt.

## Teilnehmer 2022/23
| Bytom |

| Cracovia |

| Gdańsk |

| Janów |

| Jastrzębie |

| Oświęcim |

| Łódź |

| Katowice |

| Toruń(2 ×) |

| Nowy Targ |

| Sosnowiec |

| Tychy |

| Sanok |

| Bytom |

| Cracovia |

| Gdańsk |

| Janów |

| Jastrzębie |

| Oświęcim |

| Łódź |

| Katowice |

| Toruń(2 ×) |

| Nowy Targ |

| Sosnowiec |

| Tychy |

| Sanok |

## Titelträger
| - 1956 – CWKS Bydgoszcz - 1957 – Piast Cieszyn - 1958 – ŁKS Łódź - 1959 – Pomorzanin Toruń - 1960 – Polonia Bydgoszcz - 1961 – keine Austragung - 1962 – Naprzód Janów - 1963 – ŁKS Łódź - 1964 – Górnik Murcki - 1965 – Pomorzanin Toruń - 1966 – KTH Krynica - 1967 – KS Cracovia - 1968 – Włókniarz Zgierz - 1969 – ŁKS Łódź - 1970 – Unia Oświęcim - 1971 – Zagłębie Sosnowiec - 1972 – KTH Krynica - 1973 – Zagłębie Sosnowiec - 1974 – Legia Warschau / Unia Oświęcim - 1975 – GKS Tychy / KTH Krynica - 1976 – Stal Sanok - 1977 – KS Cracovia - 1978 – Legia Warscha |  | - 1979 – GKS Tychy - 1980 – BKS Bydgoszcz - 1981 – Polonia Bytom - 1982 – Stoczniowiec Gdańsk - 1983 – Unia Oświęcim - 1984 – Stoczniowiec Gdańsk - 1985 – Legia KTH Krynica - 1986 – Polonia Bydgoszcz - 1987 – Unia Oświęcim - 1988 – Pomorzanin Toruń - 1989 – Polonia Bydgoszcz - 1990 – ŁKS Łódź - 1991 – Zofiówka Jastrzębie - 1992 – STS Sanok - 1993 – MOSiR Sosnowiec - 1994 – BTH Bydgoszcz - 1995 – Znicz Pruszków - 1996 – KTH Optimus Krynica - 1997 – keine Austragung - 1998 – keine Austragung - 1999 – keine Austragung - 2000 – Polonia Bytom - 2001 – Zagłębie Sosnowiec |  | - 2002 – TKH Toruń - 2003 – Orlik Opole - 2004 – KS Cracovia - 2005 – Zagłębie Sosnowiec - 2006 – KTH Krynica - 2007 – Polonia Bytom - 2008 – JKH Czarne Jastrzębie - 2009 – Unia Oświęcim - 2010 – KTH Krynica - 2011 – Nesta Toruń - 2012 – GKS Katowice - 2013 – Polonia Bytom - 2014 – Naprzód Janów - 2015 – Zagłębie Sosnowiec - 2016 – PKH Gdańsk - 2017 – Naprzód Janów - 2018 – Nesta Mires Toruń - 2019 – Naprzód Janów - 2020 – Zagłębie Sosnowiec - 2021 – Polonia Bytom - 2022 – Niedźwiadki MOSiR Sanok - 2023 – Niedźwiadki MOSiR Sanok |